# Basilika Unserer Lieben Frau von Lanka

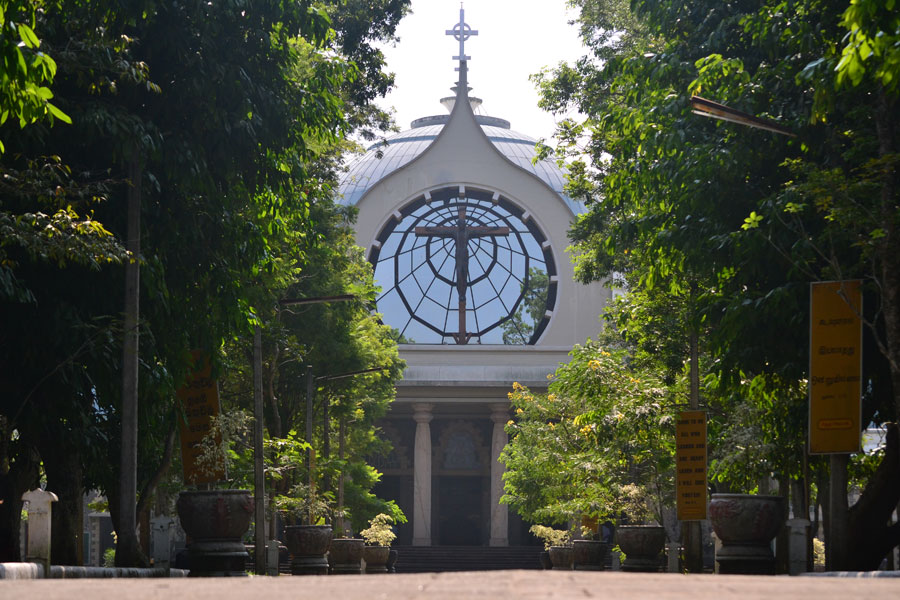
Basilika Unserer Lieben Frau von Lanka

Die Basilika Unserer Lieben Frau von Lanka ist eine römisch-katholische Kirche in Tewatta Ragama, einem Vorort von Colombo, der Hauptstadt Sri Lankas. Die zum Erzbistum Colombo gehörende Wallfahrtskirche ist der Jungfrau Maria gewidmet und hat den Rang eines Nationalheiligtums sowie einer Basilica minor.

## Geschichte
Im Jahre 1911 wurde eine kleine Kapelle Unserer Lieben Frau von Lourdes in Tewatta gebaut, die im Jahre 1917 um eine kleine Grotte ergänzt wurde. Die Kapelle wurde in den folgenden Jahren vergrößert, und Ende der dreißiger Jahre ersetzte eine große Grotte die frühere. 
Nach Ausbruch des Zweiten Weltkriegs 1939 drohten Zerstörungen durch die japanischen Streitkräfte. Am 26. Mai 1940 legte Jean-Marie Masson, Erzbischof von Colombo, ein Gelübde an die Jungfrau Maria über den Bau einer neuen Kirche ab, wenn das Land von den Schrecken des Krieges verschont bliebe. Am Ostersonntag 1942 wurden bei Bombardierungen des Hafens von Colombo zwar mehrere Schiffe versenkt, wesentliche Beschädigungen der Stadt blieben aber aus. Nach dem Krieg wurde 1950 der Grundstein gelegt, die Fertigstellung der Kirche unter Thomas Kardinal Cooray, der auch in der Krypta der Basilika beigesetzt wurde, erfolgte aber erst 1974, ein Jahr nachdem Papst Paul VI. der Kirche den Titel einer Basilica minor verliehen hatte.
Eine weitere Lourdes-Grotte von 1959, aus Stein geschnitzt, wird heute in der Basilika ausgestellt.